# 江东乡 (衡山县)
江东乡，是中华人民共和国湖南省衡陽市衡山县下辖的一个乡镇级行政单位。

## 行政区划
江东乡下辖以下地区：
南村、江东村、旺洲村、荷关村、成垅村、龙塘村、金棋村、石溪村、大坪村、龙桥村、白山村、龙溪村、关圣殿村、椿梓村、石桥村和南坪村。